# 親子相互交流療法
親子相互交流療法（おやこそうごこうりゅうりょうほう、英語:parent-child interaction therapy (PCIT)　は、子どものこころや行動の問題や育児に悩む親（養育者）に対し、親子の相互交流を深め、その質を高めることによって回復に向かうよう働きかける遊戯療法（プレイセラピー）と行動療法に基づいた心理療法である。PCITは1970年代、米国でSheila Eybergによって考案・開発された。 PCITは、エビデンスに基づいた治療法（EBT）であり、親子関係の質の向上と、親子相互交流パターンの変化に重点を置いている。 行動療法、プレイセラピー、ペアレントトレーニングを独自に組み合わせ、より効果的なしつけのテクニックを教え、親子関係を向上させることを目的としている。PCITを導入する子どもの最適年齢は2.5〜7歳であるとされている。Eybergらはエビデンスの確立したPCITを忠実性をもって実施・普及させることを目的として、2011年にPCIT Internationalを設立し、以降、厳格な制度に基づいてPCITセラピスト・トレーナーを認定している。
PCITは米国を発祥とするが、近年ではPCIT Internationalの活動を中心として国際的な普及が進んでいる（オランダ、ドイツ、ノルウェー、オーストラリア、ニュージーランド、韓国、台湾、香港、シンガポールなど）。日本へは2008年、加茂登志子が中心となって東京女子医大女性生涯健康センター（2017年閉院）で導入した。以降、加茂らは、PCIT-Japanや一般社団法人日本PCIT研修センターなどで国内におけるPCITの実践と普及に取り組んでいる。

## 対象
PCITの対象は、こころや行動の問題を有する幼い子ども（最適年齢は2.5～7歳）と育児に悩む親（養育者）である。養育者には実親だけでなく、里親や祖父母等も含まれる。
こころや行動の問題を有する幼い子ども
- 子どもの一般的な問題行動
- 発達障害（自閉症スペクトラム障害、注意欠損多動性障害等）や知的障害に伴う問題行動
- 分離不安障害、不安障害
- 虐待被害やDV目撃によるトラウマ体験に基づく精神症状・問題行動など

育児に悩む親（養育者）
- 子育ての経験に乏しい親
- 子どもの頃虐待やマルトリートメントを受けて育った親
- 自身の発達障害のある親
- 虐待やマルトリートメントのリスクのある親
- DV被害者
- うつ病・うつ状態のある親など

子どもの虐待やマルトリートメントのリスクのある家族に対する養育支援

## 実施の概要
PCITは、治療室内で親（養育者）が子どもに直接遊戯療法（プレイセラピー）を行い、セラピストは別室からマジックミラーやビデオ越しにトランシーバー等を使って親にスキルをライブコーチするユニークな心理療法である。１セッションの長さは1回60分から90分であり、通常12～20回で終了する。プログラムは「特別な時間 special time」のなかで、親が子どものリードに従うことによって、親子の関係を強化することを目的とした前半部分（子ども指向相互交流 Child-Directed Interaction: CDI）と、CDIで獲得したスキルを維持しながら、よい命令の出し方や子どもがより親の指示・命令に従えるようになる効果的な「しつけの仕方」を指導し子の問題行動をターゲットにその減少をはかる後半部分（親指向相互交流Parent-Directed Interaction:　PDI）の2段階に分かれており、前半部分のスキルをマスターすると後半部分に進むことができる。各セッション間には宿題があり、治療中の親子は家での宿題の実施を求められる。PCITではアセスメントが重視されており、特にDPICSとECBIはほとんどのセッションで実施される。

## アセスメント

### 親子間の相互交流評価システム (Dyadic Parent-Child Interaction Coding System：DPICS)
DPICSは元々、こどもの素行問題を抱えた家族のためにつくられた観察システムである。直接的な観察を用いて、親子の関わりを評価（コーディング）する。DPICSは1981年に出版されて以来、３回改定が行われ、2020年11月現在使用されているのは第Ⅳ版である。DPICS のカテゴリーは、社会的関わりの中での言語的および身体的な行動によって計測される関係性の質の指標として機能する。DPICSには研究版と臨床版があり、臨床版での 親の発言のカテゴリーは、批判、直接的命令、間接的命令、具体的賞賛、一般的賞賛、行動の説明、繰り返し、中立的会話である。臨床版では子どもの行動のカテゴリーはごく限られており、親の命令に対する反応に対する、従う、従わない、命令に従う機会なしが、命令毎にコードされる。

### アイバーグ子どもの行動評価尺度 （Eyberg Child Behavior Inventory：ECBI）
ECBIは36項目からなる行動尺度で、子どもの問題行動を評価・追跡するために用いられる。子どもの親（養育者）によって報告された、もっとも一般的な問題行動を示唆するデータから構成されている。これには、強度と問題の2つのスコアが含まれている。親は、それぞれの項目がどれくらい頻繁に起こっているか数値をつけることによって強度を報告する。問題の尺度では、「この行動はあなたにとって問題ですか？」という質問に親が「はい」または「いいえ」で答える。この尺度は米国では2〜16歳の子どもに用いることができるが、日本では2～7歳の子どもで標準化されている。

## 理論的背景
PCITには、アタッチメント理論、行動科学理論、社会学習理論、養育スタイル理論などのいくつかの理論的な背景がある。

### アタッチメント理論
Ainsworthによれば、乳児期や幼児期の「敏感で反応的な子育て」は、親が自分のニーズを満たしてくれるという子どもの期待感を育むことにつながる。このように、幼い子どもにより大きな温かさを示し、子どものニーズにより反応的で敏感な親は、子どもがその後の人生で他者との関係にも応用できるような安心感を促す。また、より効果的な感情調整にも役立つ。 外在化行動のためにクリニックに紹介された子どもは、紹介されなかった子どもに比べ、親から分離されたときにより苦痛を示し、親との不安定なアタッチメントが示唆される。
PCITの子ども指向相互交流（CDI）の構成要素では、「親子関係を再構築し、子どものために安全なアタッチメントを与える」という目標を通してアタッチメント理論を適用している。CDIの構成要素では、特に就学前の幼児期には、子どもの行動に対して親が劇的な効果を与えることができるという考えを用いている。 この時期の子どもは、教師や友人からよりも、親からの影響を受けやすいためである。

### 行動科学理論
PCITでは強化、弱化（罰）、消去、般化、形成（シェイピング）など行動科学の基本的概念が要所で使われている。PCITで特に重要なスキルとされる具体的賞賛は「正の強化子」に当たる。後半の親指向相互交流（PDI）では、特にオペラント条件付けが重要であるとされる。

### 社会学習理論
社会学習理論は、他者の行動を見たり真似したりすることによって新しい行動が学習できることを示唆する。 Patterson（1975）は、これをさらに発展させ、子どもの行動の問題は、「機能不全となった親子の交流によって、意図せず、確立され維持される」としている。 親子がお互いに相手の行動をコントロールしようとして、親子間で「抑圧的な交流のサイクル」となることがある。子どもが口論したり攻撃的になったりといった行動は、親の行動（例：要求を撤回することなど）によって強化されるが、その後、親のネガティブな行動が、子どものネガティブな行動によって強化されることがある。 まとめると、子どもは親のフィードバックから多くの行動を学習することができるが、その結果、ネガティブな外在化行動をも引き起こす可能性がある。PDIの構成要素では、子どもに望ましい行動を促す一貫した親の行動を確立することによって、このサイクルに焦点を当て取り組む。

### ペアレンティングスタイル理論
Diana Baumrindの養育スタイル理論によれば、権威的 authoritative な養育スタイルは、子どもが思春期に移行する上でもっとも健全な結果につながることがわかっている。 このスタイルは、明確なコミュニケーションとしっかりとしたしつけ、反応的で養育的な交流のどちらをも兼ね備えている。他のポジティブで養育的な行動と併せて、子どもの望ましい行動を増やすために直接的な命令を使うよう親が指導されるPDIの治療段階において、この理論の影響は特に見られる。

## 研究領域

### 子どもの問題行動
破壊的行動の問題は子どもがメンタルヘルスの専門家に紹介される主な理由である。PCITは最初、このような子どもの問題行動に対処する治療として作成された。 反抗挑戦性障害と診断されクリニックに紹介された子どもへのPCITの効果を調べるためのランダム化比較試験の結果では、待機群と比べ、親は自分の子どもとよりポジティブな関わりをしており、子どもはより言うことを聞くことができていることが示唆された。 さらに、治療群の親は、ストレスが減少し、よりコントロールを持つようになったと報告している。
同様の結果が、Boggsら（2004）による、治療プログラムを完遂した家族と、完遂前にドロップアウトした家族とを比較し評価した準実験的研究でも示されている。治療を完遂した家族では、親は子どもの行動と親自身の養育ストレスにおいて治療後10〜30ヶ月後にもポジティブな変化を報告している。治療から早期にドロップアウトした家族では有意な変化は見られなかった。
注意欠損多動障害、反抗挑戦性障害、行為障害と診断された子どものPCITの包括的レビューを行ったメタ分析では、PCITは「破壊的行動の問題を持った子どもの外在化行動を改善する効果的な介入」であることが示された。 PCITの結果として、子どもの行動に加えて親のストレスにも焦点を当てた、別のメタ分析では、PCITは「子どもの外在化行動や、子どもの気質、自己調整能力、行動問題の頻度、親子の交流の難しさ、親の全体的な苦痛など、検討されたすべての結果について、親や主となる養育者の認識に有益な影響」をもたらすことが明らかとなった。
治療プログラムは研究室や家庭で行なわれているにもかかわらず、PCITの治療効果は、学校環境でも実証されている。  Funderburk ら (2009)の研究では、PCIT終了後、12ヶ月後と18ヶ月後に学校でのアセスメントが行われた。12ヶ月後での結果では、治療群の子どもは治療後に見られた改善を維持しており、対象群と比較して『行動問題の正常範囲内』まで改善していることが示された。しかし、従うことについては改善が維持されていたものの、18ヶ月後の追跡調査では、いくつかは治療前のレベルにまで低下していることが示された。

### 子ども虐待
児童虐待のリスクがある、またはそれが起きている家族へのPCITの効果を調べる研究が行われている。エビデンスでは、親子の交流における抑圧的なパターンや、子どもに対する敏感さが少ないこと、子どもへの不安定なアタッチメントなどの要素は、児童虐待のリスクとなる可能性が示唆された。
12回のPCITセッションで構成されたランダム化比較試験では、PCITを受けたグループの母親は、子どもの内在化と外在化行動が少なくなったと報告した。 さらに、母親はストレスが少なくなったこと、よりポジティブな発言や母親としての感受性が高まったことを報告した。 その他の研究では、待機群と比較して治療後に虐待のリスクが低減するなどの、同様の結果が見られた。
また、Chaffinら（2004）による子ども虐待の問題のある家族に対する介入的プログラムの研究では、介入終了後850日において、研究以前から用いられていた一般的な地域での介入では身体的虐待の再開率が49％であったのに対し、PCITのそれは19％にとどまったと報告している。

### 社会的養護
PCITは社会的養護の環境にある、虐待された子どもに対しても効果的な介入である。社会的養護を受けている行動問題のある子ども達は、複数の措置変更やメンタルヘルスの問題を抱えている可能性がより高く、里親や養育者が子どもの難しい行動に対処するためのスキルを向上できるような介入が必要である。
里親と里子、非虐待の実親子で、それぞれPCITを受けたあとの結果を比較した研究では、どちらのグループも治療を終了した後に、子どもの行動問題や親のストレスの低減においてPCITの効果が実証された。

### 子どものうつ病
PCITは、就学前の子どもの大うつ病性障害の治療に適用されており、これはPCIT-EDと呼ばれている。 PCIT-EDでは幼少期の子どもの感情的発達を目的として、感情発達の単元（ED）が追加されており、子どもが自分の感情をより効果的に調整し、理解するのを手助けすることを目的としている。PCITの２つの段階、CDIとPDIは維持されているが、それぞれ６セッションずつと短縮されている。親は、子どもが自分の感情を特定し対処するのに役立つスキルを教わる。例えば、子どもの「トリガー（引き金）」を認識し、落ち着かせるためのリラクゼーション技法を使うことなどである。多くの場合、親は子どもがネガティブな感情を表現するのを止めようとするが、DEでは、子どもが調整するのを学習できるように親はそういったネガティブな感情に耐えるよう教わる。
PCIT-EDのパイロット研究は、うつ病を持った就学前児童のグループを対象に行われ、治療の前後で症状のアセスメントが行われた。この研究では、子どものうつ症状が減少し、多くの子ども達は治療終了時に、大うつ病診断基準を満たさなくなっていたことが示された。さらに、子どものコーピングスキル、向社会的行動、思考処理が向上していた。 うつ病の幼児とその養育者を対象としたPCIT-EDと心理教育を比較した最初のランダム化比較試験でも、PCIT-ED群では治療の２週間後に、感情発達、子どもの実行機能、親のストレスが有意に改善したことが示された。

### 分離不安障害
分離不安障害(SAD)は、「現実または想像上の、養育者から分離されることへの過剰な恐怖反応」として特徴づけられる、子どもにもっともよく見られる不安障害である。 PCITには、命令を出す訓練や、選択的注目、子どもの行動形成など、子どもの不安を低減させる上で重要な多くの養育スキルが含まれている。
Pincusら (2008) が、SADを持つ10人の幼い子どもにおけるPCITの有効性を調査したパイロット研究の結果では、治療後に非臨床レベルになるまでの改善は見られなかったものの、SADの重症度に改善が見られた。 Pincusら(2008) は、PCITにBravery-Directed Interaction (BDI)段階を含める適応を提案している。  BDI の段階では、不安について親への心理教育の構成要素が含まれている。また、子どもが恐れる分離の状況への段階的エクスポージャーも含まれる。このエクスポージャーは、あらゆる不安障害の鍵である。BDIでは、親に選択させるのではなく、子どもが週に１つ『勇敢なはしご』の課題から選ぶ自由を与えることで、子どものコントロール感を確立することに焦点を置く。最初のランダム化比較試験は、修正版PCITを、待機群である対照群と比較することで、その効果を評価するために実施された。治療後、3、6、12ヶ月後にそれぞれ変化が維持されているかアセスメントが行われた。予備的な結果は、治療後にSADの重症度が減少したことが示されている。

### ドメスティックバイオレンスや親間の暴力への曝露
子どもは、親間の暴力あるいはドメスティックバイオレンス（DV）にさらされた後に、問題が外在化あるいは内在化するリスクが特に高い。Borregoら (2008)は、ドメスティックバイオレンスにさらされた女性と子どもにPCITを使用することについて根拠を提供しており、「親自身の子育ての能力に対する自信が低く、自尊心も低い」可能性がある母親にとって、ペアレンティングトレーニングの要素が非常に有益である可能性があると提案している。 さらに、Borregoら (2008)は、PCITは関係性に基づいたものであるため、親子間で安全なアタッチメントを形成することで、親子関係の質を向上させ、 両者が経験したトラウマ症状の重症度の低下につながる可能性があることを強調している。
Timmerら (2010) の研究では、DVにさらされた子どもと、DVにさらされたことがない同じような子どもの行動の問題の低下について、PCITの有効性を比較した。その結果、IPVにさらされたグループとさらされていないグループのどちらにおいても、治療前後で、行動の問題と親のストレスが減少していることが示された。
加茂らはPCITを導入した日本の事例8例中6例が治療を終了し、修了ケースでは子どもの外在化行動問題は有意に改善し、親の育児ストレスも軽減したと報告している。

## 治療の実施の場
PCITはクリニックでの実施の他、家庭訪問による実施、地域保健に根差した実施、インターネットでの実施などがある。

### 家庭内での実施
治療を受けやすくするために家庭でのPCITが検討されている。自宅で治療を行うことを除いて、プロトコルは可能な限り忠実に守られたが、環境に応じていつくかの修正が必要となった。例えば、親のコーチングのために使用していたイヤホン（小型のワイヤレスイヤホン）は使用できなかった。代わりに、セラピストはコーチングのために同室で、通常、親の背後から個別にフィードバックをした。 セラピストはDPICS を実施することができたが、これらの観察はその場でコーディングされた。
Wareら (2012) による単一被験者研究におけるPICTの家庭での実施では、治療後に、養育者のネガティブな行動が減少し、ポジティブな行動や賞賛が増えるといった、有望な結果が得られた。 またPCIT は、子どもの結果も改善したことを示している。PCIT を完遂した人は、完遂しなかった人に比べ、治療後に児童虐待のリスクが有意に低くなり 子どもの行動問題が減少し、子どもは従うという点で改善していることが明らかになった。
自宅でのPCITには利点がある。例えば、研究室やクリニックという環境では正確に捉えることができない、自然な「実生活」の場面での行動を見ることがきるかもしれない。さらに、自宅でのPCIT は、セラピストが一般的に直面することが多い問題である治療への不参加を防止できる。
このアプローチには潜在的な欠点もある。例えば、家族によって家庭は大きく異なるため、研究室やクリニックの環境と異なり、セラピストがコントロールすることがはるかに困難となる。また、子どもは必要があれば「逃げる」自由がより与えられるため、子どもを部屋の中やセラピストの目の届く範囲に留めておくこともより困難となることがある。 これらの問題は、どの部屋で治療を行うかを予め決めておき、気が散る可能性を最小限に抑えることで回避できる。リソースの利用についても問題となることがある。特に、クリニックという環境では通常セラピストが管理している、年齢に適したおもちゃを使用することが治療で必要となる。自宅では、選択肢が限られているかもしれない。しかし、どんなもので遊ぶことが好ましいか予め親に話しておくことが役立つかも知れず、セラピストは必要なおもちゃを持っていく計画をすることができる。

### 地域保健に根ざした実施
地域保健領域で実施されるPCITでは、自宅や精神保健サービス機関、家庭支援機関などの地域社会の環境で行われる。地域環境におけるPCITの有効性を調査した研究はほとんどないが、地域機関を通じて実施された１つの研究では、４家族の臨床事例で治療後に、行動問題の低下、親子の交流の改善、親のストレスの減少が示された。 さらに、Lanier ら(2014)の研究では、治療後の追跡調査時に、PCITを受けた家族のグループで、PCITが虐待防止に有効であったことが明らかとなった。

### インターネットでの実施
特に十分なサービスが行き届いていないコミュニティで、より治療を受けやすくし、治療を受ける上での障壁に対処するための取り組みとして、インターネットでのPCITの実施が提案され、試行されている。この方法では、ビデオ会議、webカメラ、ワイヤレスイヤホンを使用し、セラピストは、自宅環境にいる養育者にリアルタイムのフィードバックを提供し続けることができるようになった。 この方法の利点は、家族が自然な環境、つまり、子どもの破壊的な行動がもっとも現れやすい環境で治療を受けるため、所見を般化しやすいことが挙げられる。
この方法でPCITを実施する際には、リソースがあるかという点が問題になることがある。家族が、マイクやイヤホン、ウェブカメラ、Wi-Fiなどを所有しているか、または入手できるかということに上手くいくかがかかっている。Wi-Fiがない家庭やインターネット接続が不十分な家庭では、セラピストからのリアルタイムのフィードバックに影響が生じる可能性がある。治療提供者は家族に必要な機器を貸し出すことができるかもしれないが、これは助成金が利用できるかに大きくかかっている。
インターネットによる親子相互作用療法（I-PCIT）を用いたランダム化比較試験が実施され、破壊的行動障害を持つ子どもの治療に有効であることが支持されている。クリニックでのPCITを受けた場合と比較して、親は治療に対する障壁が少ないと感じていた 。この研究では、ランダム化比較試験において、待機対照群と従来のクリニックでのPCITとを比較して、子どもの症状と親の負担が軽減したことが示された。 さらに、この研究に参加した子どもの約半数は、破壊的行動障害の診断基準を満たさなくなった。

## 批判
タイムアウトの要素に加えて、 Eyberg はスパンキングなどの体罰をしつけの一形態としていた時期があるが、Timmer (2005)らの研究により体罰は必要ないことが明らかとなり 、以来PCITのプロトコルから削除されている。Timmer (2005) はさらに、体罰によって追加でもたらされる利益はないとして、子育てへのより実践的なアプローチを提案した。
PCITを受ける家族の離脱率は継続的な懸念事項である。  Thomas と Zimmer-Gembeck (2012)によるメタ分析では、離脱率が報告された研究における離脱率は18〜35%であった。